# Chobienice

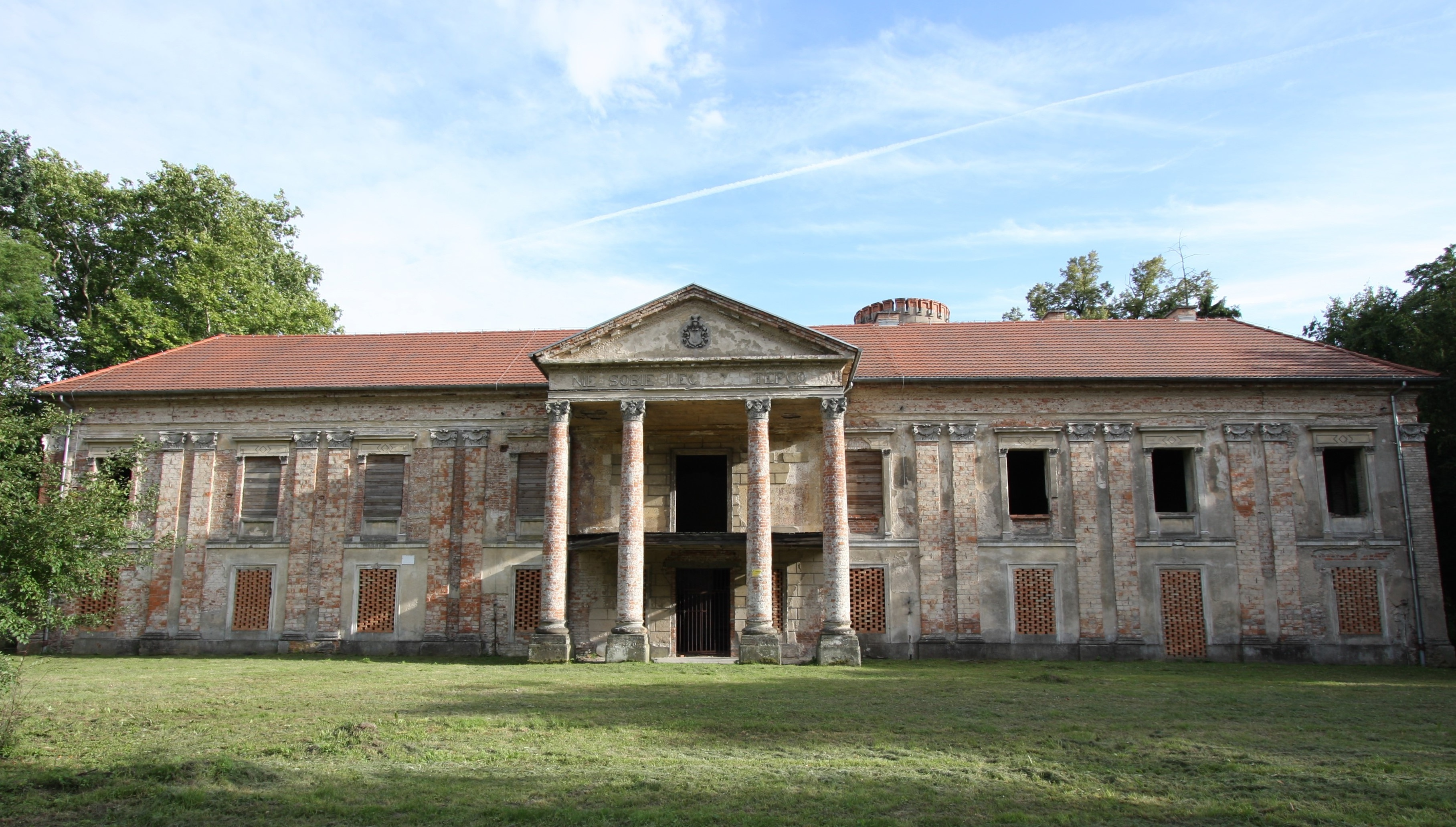
Palast in Chobienice

Chobienice (deutsch Köbnitz) ist ein Dorf in Polen, das zur Gemeinde Siedlec in der Woiwodschaft Großpolen gehört.
Der Ort liegt circa 14 Kilometer nordwestlich von Wolsztyn, 72 Kilometer westlich von Posen
und hat 1271 Einwohner.

## Geschichte
Im 18. und 19. Jahrhundert gehörte das Dorf der verdienten polnischen Familie Mielżyński, die hier einen Palast bauen ließ
und eine Kirche stiftete. Im Palast  verbrachten Edward Raczyński und sein Bruder Atanazy  einige Jahre der Kindheit bei ihrer Großmutter Wirydiana Mielżyńska.

## Sohn des Ortes
- Mathias von Brudzewo-Mielzynski (1869–1944), Politiker und Offizier